# 無線標記語言
無線標記語言（Wireless Markup Language，缩写：WML），是WAP规范指定的基于XML的基本内容格式，使用支持该规范的设备例如移动电话可以浏览WML的页面。 WML的页面是规范的XML文档，遵守WML（1.1，1.2，1.3，2.0）的DTD（Document Type Definition），因此可以使用W3C的验证服务 （页面存档备份，存于）去检验WML文档的规范性。

## 格式
下面是一个名为example.wml的WML文件示例：
```
 <?xml version="1.0"?>
 <!DOCTYPE wml PUBLIC "-//PHONE.COM//DTD WML 1.1//EN" "http://www.phone.com/dtd/wml11.dtd" >
 <wml>
   <card id="main" title="First Card">
     <p mode="wrap">This is a sample WML page.</p>
   </card>
 </wml>

```

## 浏览器支持
- Opera瀏覽器转换到Blink排版引擎之前通过Presto原生支持WML。
- Firefox浏览器在升级到57.0之前可通过WMLBrowser[永久]附加组件支持WML。
- Google Chrome浏览器可通过WML （页面存档备份，存于）或FireMobileSimulator （页面存档备份，存于）扩展支持WML。
- 部分网站提供在线解析WML的服务，帮助电脑或智能手机的浏览器读取WML格式的网页。